# Přírodní park Jabkenicko
Přírodní park Jabkenicko je chráněné území vyhlášené v roce 1998, které leží v rozsáhlé lesní oblasti při jihovýchodní hranici okresu Mladá Boleslav Středočeského kraje. Jeho jádrem je Jabkenická obora, dále zahrnuje i lesnaté území směrem k obci Ledce na severovýchodě, Pěčickou bažantnici na severozápadě a převážně zemědělskou krajinu s roztroušenými háji a rybníky zasahující na západě až k silnici Jabkenice – Pěčice.

## Popis území

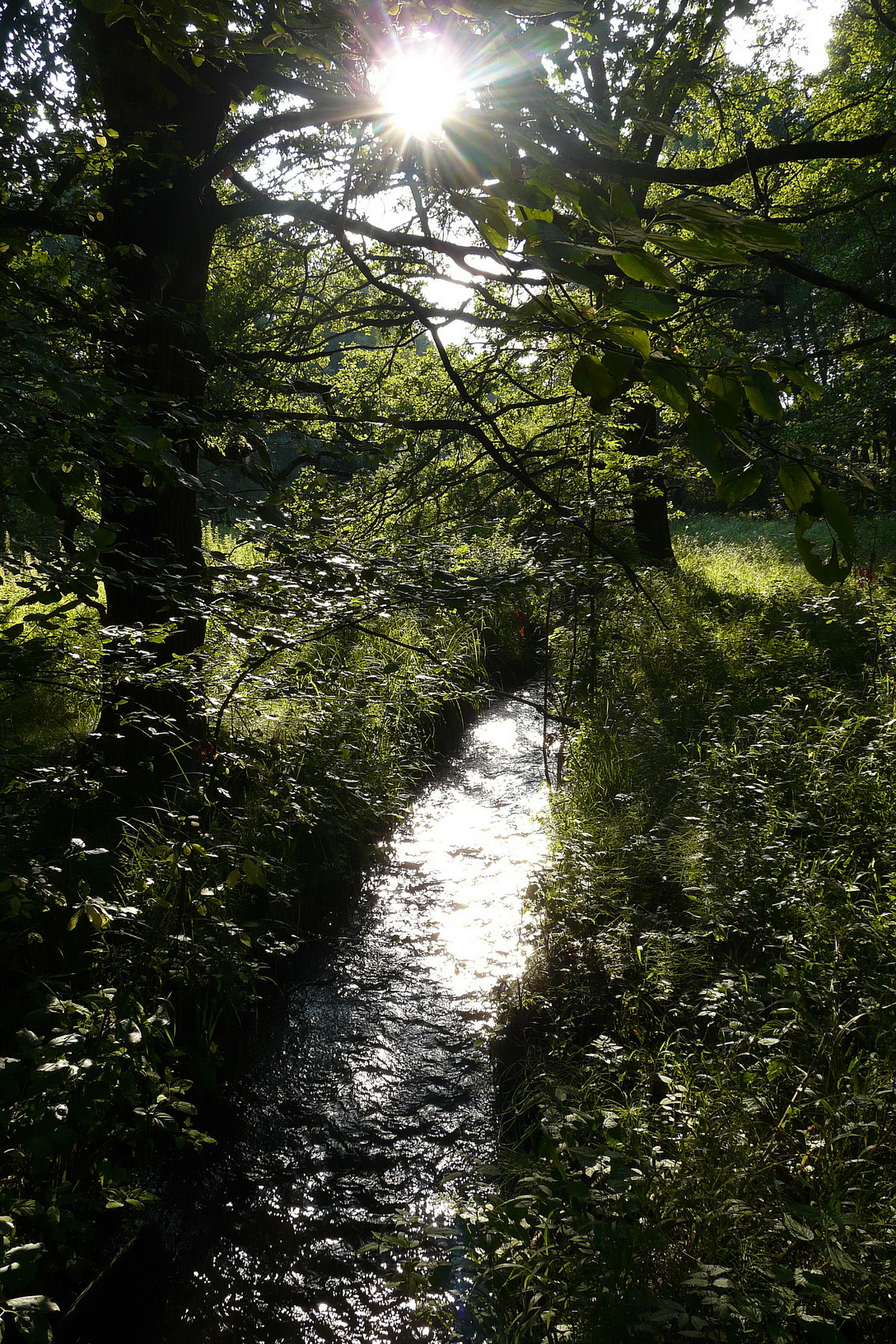
Svatojířský potok za Ptáckým rybníkem

Hlavním důvodem k vyhlášení byla souvislá plocha lesů, nepřítomnost větších sídlišť a soustavy převážně lesních rybníků zásobovaných vodou z lesních komplexů a tudíž neznečištěných smyvem z polí a odpady z obcí. Jedná se o soustavu rybníků na Jabkenickém potoce, z nichž největší je rybník Vidlák, dále soustavu na Svatojířském (Hladoměřském) potoce a celou řadu drobných rybníčků na lesních potocích.

## Geologie
Podkladem celé oblasti jsou svrchnoturonské slíny, které vystupují na povrch jen v údolních zářezech a pak v níže položené bezlesé oblasti. Podloží celého lesního celku tvoří staropleistocenní říční štěrky Jizery.

## Fauna a flóra

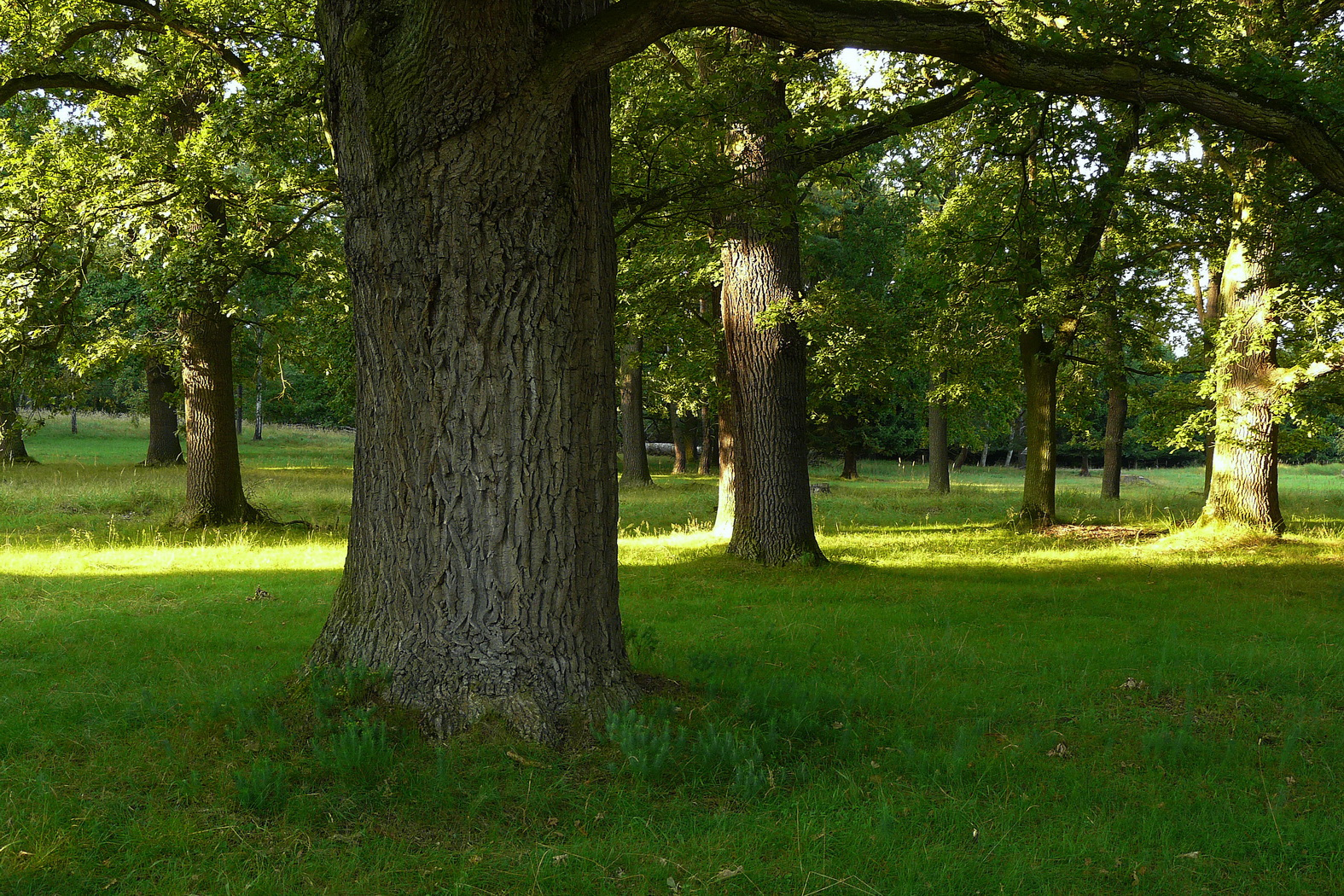
Duby v Jabkenické oboře

Botanicky se jedná o chudá lesní společenstva – původně borové doubravy, dnes většinou přeměněné na kulturní bory s menšími plochami původních dubů, ale i nepůvodních dřevin, především smrku. Pestřejší jsou porosty v údolních zářezech, kde se zachovaly fragmenty habrových doubrav, v nivě pak podmáčených olšin a vlhkých nivních luk. Prvořadý význam mají soustavy lesních rybníků, které jsou útočištěm řady dříve běžných, dnes mizejících vodních živočichů i rostlin. V Jabkenické oboře se chová především dančí zvěř.